# Scherzo (ou Final)
Pour les articles homonymes, voir Scherzo.
Le Scherzo ou Final, op. 187, est une œuvre pour flûte et piano de la compositrice Mel Bonis.

## Composition
Mel Bonis compose son Scherzo pour flûte et piano. Cependant, tout indique qu'il s'agit probablement du dernier mouvement d'une œuvre plus vaste mais perdue. L'œuvre est publiée à titre posthume par les éditions Kossac en 2008.

## Réception
Pour le critique musical Jean-Pierre Robert, la partition « offre une liquidité dans son rythme balancé et sa jolie progression ».

## Discographie
- Compositrices à l'aube du XXe siècle, par Juliette Hurel (flûte) et Hélène Couvert (piano), Alpha 573, 2020[2].

## Sources
- Étienne Jardin, Mel Bonis (1858-1937) : parcours d'une compositrice de la Belle Époque, 2020 (ISBN 978-2-330-13313-9 et 2-330-13313-8, OCLC 1153996478, lire en ligne).